# PZL M-3
Die PZL M-3 Pliszka (deutsch Bachstelze) war das erste in Polen entwickelte Segelflugzeug in Ganzmetallbauweise.

## Entwicklung
Die Konstruktion für einen kunstflugfähigen Übungseinsitzer begann 1956 und wurde im Werk WSK-Mielec (Wytwórnia Sprzętu Komunikacyjnego) von einer Entwicklungsgruppe unter der Leitung von Zdzisław Żok durchgeführt. Da andere Projekte des Betriebs Vorrang besaßen, verzögerte sich der Bau bis 1959. Neben dem Prototyp wurde noch eine Bruchzelle für Festigkeitsversuche im 1957 in PZL-Mielec umbenannten Werk hergestellt. Am 20. März des Jahres führte Sławomir Makaruk mit der M-3 (Kennzeichen SP–2064) den Erstflug durch. Die Erprobung ergab gute Ergebnisse, auch in Bezug zum sich zur selben Zeit in der Produktion befindlichen Muster SZD-12 Mucha 100. Im gleichen Jahr wurde der Prototyp auf dem polnischen Luftfahrtsalon in Poznań ausgestellt. Nach einigen Verbesserungsvorschlägen wurde ein zweiter Prototyp mit umgestaltetem Cockpit sowie geänderten Luftbremsen und Fahrwerk aufgelegt. Der als M-3 Pliszka 60 bezeichnete Typ flog fast ein Jahr später am 5. März 1960 mit dem Kennzeichen SP–1980 erstmals. Dessen Leistungen fielen allerdings schlechter aus, was auf mangelnde Präzision beim Bau zurückgeführt wurde. Es entstand noch ein drittes Flugzeug, dessen Struktur verstärkt wurde, um die Kunstflugtauglichkeit zu verbessern. Es erhielt das Kennzeichen SP–2244 und wurde als M-3A Pliszka bis ab dem 13. Mai 1961 von Z. Winnicki erprobt. Da die Leistungen insgesamt weit hinter den Erwartungen zurückblieben, unterblieb eine Serienfertigung und der weitere Segelflugzeugbau in Polen erfolgte von da ab ausschließlich im PZL-Werk von Bielsko-Biała.

## Aufbau
Die M-3 wurde als Ganzmetallkonstruktion in freitragender Mitteldeckerkonfiguration mit einem Rumpf in Halbschalenbauweise und ovalem Querschnitt ausgeführt. Die zweiteilige Tragfläche besaß einen Holm; bis zu dessen Höhe bestand die Ummantelung ab der Vorderkante aus Blech und dahinter aus Stoff. Auf der Ober- und Unterseiten waren Luftbremsen aus Metall eingesetzt, die mit der Radbremse gekoppelt waren. Das Leitwerk bestand aus den Ganzmetall-Flossen und den mit Stoff bespannten Metallkonstruktionen der Ruder. Das Höhenruder besaß eine Flettner-Klappe. Das Fahrwerk bestand aus dem abbremsbaren Hauptrad mit den Maßen 300 × 150 mm, einer gummigefederten Gleitkufe am Bug und einem ebenfalls gummigefederten Hecksporn.

## Technische Daten
| Kenngröße              | Daten (M-3A Pliszka bis)                              |
| ---------------------- | ----------------------------------------------------- |
| Besatzung              | 1                                                     |
| Spannweite             | 14,32 m                                               |
| Länge                  | 6,74 m                                                |
| Höhe                   | 2,14 m                                                |
| Flügelfläche           | 15 m²                                                 |
| Flügelstreckung        | 13,7                                                  |
| Rumpfbreite            | 0,65 m                                                |
| V-Form                 | 3°                                                    |
| Profil                 | NACA 632-615 (Flügelwurzel) NACA 632-612 (Flügelende) |
| max. Flächenbelastung  | 22,70 kg/m²                                           |
| Rüstmasse              | 251 kg                                                |
| Startmasse             | 341 kg                                                |
| Höchstgeschwindigkeit  | 300 km/h                                              |
| Mindestgeschwindigkeit | 54 km/h                                               |
| geringstes Sinken      | 0,9 m/s bei 67 km/h                                   |
| Gleitzahl              | 23,4 bei 81 km/h                                      |
| Lastvielfaches         | +7/−3                                                 |